# Guatteria oxycarpa
Guatteria oxycarpa este o specie de plante angiosperme din genul Guatteria, familia Annonaceae, descrisă de Eduard Friedrich Poeppig și Carl Friedrich Philipp von Martius. Conform Catalogue of Life specia Guatteria oxycarpa nu are subspecii cunoscute.